# Libverda

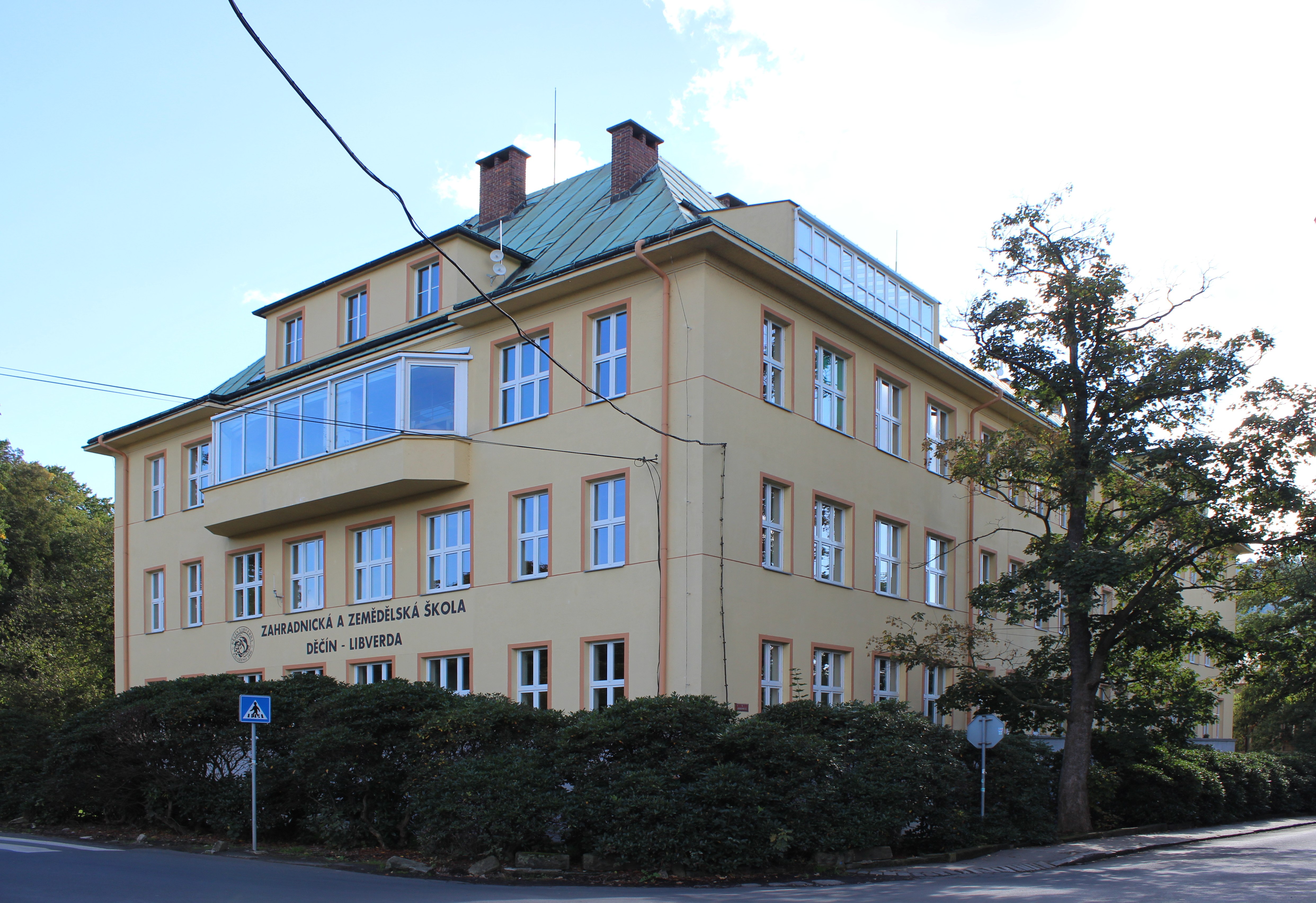
Budova střední zahradnické školy

Libverda je bývalá vesnice u Děčína, dnes součást tohoto města. Pod svým prvotním názvem Liebenwerde je k roku 1401 vedena ve vlastnictví Vavřince Fince. V 16. století ji vlastní Děčínští, kteří zde okolo místního dvora roku 1580 vystavěli panské obydlí. To ovšem roku 1788 vyhořelo. Roku 1850 zde byla zřízena hospodářská škola, z níž se stal vyšší ústav.
V roce 1950 zřídilo Ministerstvo školství, věd a umění při zemědělských školách v Děčíně-Libverdě internátní zemědělské učňovské středisko pro odbor rolnický, mechanizační, ovocnářský a zelinářský. Součástí střediska byl školní statek, kde probíhalo praktické a teoreticky cvičení. Vedle těchto oborů byla zřízena rolnická škola hospodyňská s mičurinským kroužkem.
Dnes je tato škola pojmenována na „Střední škola zahradnická a zemědělská Antonína Emanuela Komerse“, podle Antonína Komerse, což byl zemědělský odborník působící ve službách děčínské větve šlechtického rodu Thunů. Okolo školy je školní statek a Botanická zahrada Libverda.